# Thailand Open
El Torneig de Bangkok, conegut oficialment com a Thailand Open, o també com a Obert de Tailàndia, és un torneig de tennis professional que es disputa anualment sobre pista dura a l'Impact Arena de Bangkok, Tailàndia. Pertany a les sèries 250 del circuit ATP masculí i es disputa al setembre.
Anteriorment també fou conegut com a PTT Thailand Open.
El torneig es va cancel·lar l'any 2014 en traslladar la seu a la ciutat xinesa de Shenzhen.

## Palmarès

### Individual masculí
| Any  | Campió                 | Finalista           | Resultat      |
| ---- | ---------------------- | ------------------- | ------------- |
| 2013 | Milos Raonic           | Tomáš Berdych       | 7−6(4), 6−3   |
| 2012 | Richard Gasquet        | Gilles Simon        | 6−2, 6−1      |
| 2011 | Andy Murray            | Donald Young        | 6−2, 6−0      |
| 2010 | Guillermo García-López | Jarkko Nieminen     | 6−4, 3−6, 6−4 |
| 2009 | Gilles Simon           | Viktor Troicki      | 7−5, 6−3      |
| 2008 | Jo-Wilfried Tsonga     | Novak Đoković       | 7−6, 6−4      |
| 2007 | Dmitri Tursúnov        | Benjamin Becker     | 6−2, 6−1      |
| 2006 | James Blake            | Ivan Ljubičić       | 6−3, 6−1      |
| 2005 | Roger Federer (2)      | Andy Murray         | 6−3, 7−5      |
| 2004 | Roger Federer          | Andy Roddick        | 6−4, 6−0      |
| 2003 | Taylor Dent            | Juan Carlos Ferrero | 6−3, 7−6(5)   |

### Dobles masculins
| Any  | Campions                              | Finalistes                           | Resultat         |
| ---- | ------------------------------------- | ------------------------------------ | ---------------- |
| 2013 | Jamie Murray John Peers               | Tomasz Bednarek Johan Brunström      | 6−3, 3−6, [10−6] |
| 2012 | Lu Yen-hsun Danai Udomchoke           | Eric Butorac Paul Hanley             | 6−3, 6−4         |
| 2011 | Oliver Marach Aisam-ul-Haq Qureshi    | Michael Kohlmann Alexander Waske     | 7−6(4), 7−6(5)   |
| 2010 | Christopher Kas Viktor Troicki        | Jonathan Erlich Jürgen Melzer        | 6−4, 6−4         |
| 2009 | Eric Butorac Rajeev Ram               | Guillermo García-López Mischa Zverev | 7−6(4), 6−3      |
| 2008 | Lukas Dlouhy Leander Paes             | Scott Lipsky David Martin            | 6−4, 7−6         |
| 2007 | Sonchat Ratiwatana Sanchai Ratiwatana | Michaël Llodra Nicolas Mahut         | 3−6, 7−5, 10−7   |
| 2006 | Jonathan Erlich Andy Ram (2)          | Andy Murray Jamie Murray             | 6−2, 2−6, 10−4   |
| 2005 | Paul Hanley Leander Paes              | Jonathan Erlich Andy Ram             | 6−7(5), 6−1, 6−2 |
| 2004 | Justin Gimelstob Graydon Oliver       | Yves Allegro Roger Federer           | 5−7, 6−4, 6−4    |
| 2003 | Jonathan Erlich Andy Ram              | Andrew Kratzmann Jarkko Nieminen     | 6−3, 7−6(4)      |